# Ratpenat orellut bru
El ratpenat orellut bru (Glyphonycteris sylvestris) és una espècie de ratpenat que viu a Sud-amèrica i a Centreamèrica.